# Atopochthonius artiodactylus
Atopochthonius artiodactylus är en kvalsterart som beskrevs av Grandjean 1949. Atopochthonius artiodactylus ingår i släktet Atopochthonius och familjen Atopochthoniidae. Inga underarter finns listade.